# مارکینیوس
مارکوس آواس کوریا (به پرتغالی: Marcos Aoás Corrêa) که بیشتر با نام مارکینیوش شناخته می‌شود، مدافع اهل برزیل است که در شهر سائوپائولو و در تاریخ ۱۴ مهٔ ۱۹۹۴ به دنیا آمده است. او هم‌اکنون به عنوان مدافع میانی برای باشگاه فوتبال پاری سن-ژرمن و تیم ملی برزیل بازی می‌کند.
.
مارکینیوس در تیم‌های فوتبال کورینتیانس، رم و پاری سن-ژرمن سابقهٔ حضور دارد. این بازیکن همچنین در سال ۲۰۱۱ برای زیر ۱۷ سال برزیل، در ۲۰۱۴ برای زیر ۲۱ سال برزیل و در ۲۰۱۶ برای زیر ۲۳ سال برزیل به میدان رفته استهمچنین بیشترین بازی را به عنوان کاپیتان تیم پاری سن ژرمن با ۴۷۵ بازی انجام داده است۰

## حرفه باشگاهی

### کورینتیانس
مارکینیوس در سن هشت سالگی در سال ۲۰۰۲ به کورینتیانس پیوست. او اولین بازی حرفه ای خود را در مسابقات در ۱۸ فوریه انجام داد و ۹۰ دقیقه کامل پیروزی را در سائو کائتانو انجام داد. او در طول فصل هشت بازی انجام داد.
پس از پایان مسابقات قهرمانی ایالتی، مارکینیوس اولین بازی خود را در سری آ در ۲۰ می ۲۰۱۲ انجام داد و ۹۰ دقیقه کامل را در باخت ۰–۱ مقابل فلومیننزه در استادیوم پائولو ماچادو د کاروالیو انجام داد. هر دو تیم در اولین بازی فصل به دلیل تمرکز روی کوپا لیبرتادورس به بازیکنان استراحت می‌دادند. او شش بازی در مسابقات قهرمانی ملی انجام داد، و یک جایگزین بدون استفاده بود زیرا باشگاه در فینال‌های کوپا لیبرتادورس ۲۰۱۲ مقابل بوکا جونیورز پیروز شد.

### رم
در جولای ۲۰۱۲، مارکینیوس با باشگاه ایتالیایی رم بعد از کورینتیانس قرارداد امضا کرد. این انتقال در ابتدا به صورت قرضی یک ساله با مبلغ ۱٫۵ میلیون یورو بود که پس از ۸ بازی حداقل ۴۵ دقیقه ای در تیم اصلی، به ۳ میلیون یورو افزایش یافت. در رم، او با نام «مارکوس» که روی پیراهن او چاپ شده بود بازی می‌کرد تا با هم تیمی خود مارکینیو اشتباه گرفته نشود.
مارکینیوس اولین بازی خود را در ۱۶ سپتامبر در باخت ۲–۳ مقابل بولونیا در ورزشگاه المپیکو انجام داد که توسط مدیر تیم به جای ایوان پیریس برای ۱۵ دقیقه پایانی بازی فرستاده شد. تا اکتبر، زمن (مدیر تیم) تصمیم گرفت مارکینیوس را برای سرعتش در کنار هم تیمی سابق کورینتیانس و هم تیمی برزیلی لئاندرو کاستان در دفاع مرکزی شریک کند، و نیکلاس بوردیسو، شروع کننده سابق را به نیمکت تعویض‌ها تنزل داد. او در پیروزی ۴–۲ مقابل میلان در ۲۲ دسامبر یک کارت قرمز مستقیم دریافت کرد، دلیل اخراج او این بود که از استفان الشعراوی فرصت گلزنی واضحی دریغ کرد.
مارکینیوس در تنها فصل خود ۲۶ بازی در سری آ و ۴ بازی در کوپا ایتالیا انجام داد. این شامل ۹۰ دقیقه کامل فینال در ۲۶ مه، بازی در پست دفاع راست در حالی که رم ۰–۱ به رقیب رم، لاتزیو باخت.

### پاری سن ژرمن
من از پیوستن به پاری سن ژرمن خوشحالم، باشگاهی که برزیلی‌های زیادی در آن بازی کرده‌اند و به نوشتن تاریخ باشگاه کمک کرده‌اند. من تمام تلاشم را برای ادامه این سنت انجام خواهم داد و نوبتم را می‌گیرم تا صفحات بزرگی از تاریخ باشگاه را بنویسم. پاری سن ژرمن به من اجازه می‌دهد تا در کنار چند بازیکن استثنایی با امید به کسب جام‌ها و قلب هواداران پیشرفت کنم.
مصاحبه مارکینیوس بعد از پیوستن به پاری سن ژرمن

### فصل ۲۰۱۳–۲۰۱۴
در ۱۹ جولای ۲۰۱۳، مارکینیوس قراردادی ۵ ساله با پاری سن ژرمن فرانسوی به مبلغ ۳۱٫۴۵ میلیون یورو امضا کرد. طبق گزارش BBC Sport، در آن زمان این بالاترین هزینه انتقال برای یک نوجوان بود اگرچه Sky Sports آن را به عنوان پنجمین انتقال از این قبیل در آن زمان گزارش می‌کرد و Le 10 Sport فرانسه آن را به عنوان سومین انتقال گزارش می‌دهد. کانال خبری فرانسوی BFM TV این انتقال را به عنوان پنجمین انتقال گران تمام دوران برای یک مدافع، پس از ریو فردیناند، تیاگو سیلوا، لیلیان تورام و دنی آلوز توصیف کرد . انتقال مارکینیوس به دلیل ناهنجاری در معاینه پزشکی او تهدید شد، و او دیدار پیش فصل تیم از سوئد را از دست داد. مادرش گفت که او یک ویروس گرفته است، و PSG ادعاهای منتشر شده توسط Le Parisien مبنی بر ابتلای او به هپاتیت را رد کرد. در اولین بازی رسمی خود برای باشگاه در ۱۷ سپتامبر، مارکینیوس اولین گل حرفه ای خود را به ثمر رساند تا پیروزی ۴–۱ را در برابر المپیاکوس در استادیوم Karaiskakis در مرحله گروهی لیگ قهرمانان اروپا ۲۰۱۳–۱۴ را بدست آورد. پنج روز بعد، مارکینیوس اولین بازی خود را در لیگ ۱ به عنوان یک شروع کننده در تساوی ۱–۱ مقابل موناکو انجام داد. اولین گل او در لیگ برای این باشگاه در ۲۸ سپتامبر به ثمر رسید، اولین گل در پیروزی ۲–۰ مقابل تولوز بود در ۲ اکتبر، او گل دوم را در پیروزی ۳–۰ در گروه لیگ قهرمانان مقابل بنفیکا به ثمر رساند. مارکینیوس، که به دلیل مصدومیت تیاگو سیلوا بازی می‌کرد، از وضعیت گلزنی‌اش در آغاز دوران حرفه‌ای خود در PSG ابراز شگفتی کرد. مارکینیوس آخرین گل پیروزی مجموع 6-1 PSG را بر بایر لورکوزن در مرحله یک شانزدهم نهایی لیگ قهرمانان اروپا در ۱۲ مارس ۲۰۱۴ به ثمر رساند و در فینال کوپه د لا لیگ مقابل لیون در ۱۹ آوریل به عنوان یک تعویض استفاده نشده بود. در ۱۰ مه، او گل ابتدایی پیروزی ۳–۱ مقابل لیل را به ثمر رساند، که قهرمان آن زمان لیگ PSG را به رکورد ۸۶ امتیاز در لیگ با یک بازی مانده به پایان رساند.

### فصل ۲۰۱۴–۲۰۱۵
مارکینیوس فصل ۲۰۱۴–۲۰۱۵ را در ۲ اوت در جام قهرمانان قهرمانان آغاز کرد و ۹۰ دقیقه کامل بازی کرد و PSG در ورزشگاه کارگران پکن با نتیجه ۲–۰ مقابل گنگام پیروز شد. در دقیقه ۳۲ او با خطا بر روی کلودیو بووو یک ضربه پنالتی به حریف داد اما سالواتوره سیریگو ضربه پنالتی موستافا یاتاباره را مهار کرد. اولین گل او در این فصل در برد ۲–۰ در کان در ۲۴ سپتامبر، با ضربه سر به ثمر رسید. در ۲۶ مارس ۲۰۱۵، مارکینیوس قرارداد خود را به مدت یک سال تمدید کرد تا او را تا سال ۲۰۱۹ در تیم نگه دارد. ناصر الخلیفی، رئیس باشگاه گفت که «بزرگترین باشگاه‌های اروپایی علاقه مند به جذب مارکینیوس بودند، بنابراین این تمدید قرارداد پروژه‌های طولانی مدت پاریس سن ژرمن را بیشتر تقویت می‌کند.» مارکینیوس به عنوان دفاع راست در یک دفاع تماماً برزیلی (در کنار ماکسول، تیاگو سیلوا و دیوید لوئیز)، در پیروزی 3-2 PSG در مارسی در Le Classique ظاهر شد و گل تساوی را به ثمر رساند. شش روز بعد، او در پیروزی ۴–۰ مقابل باستیا در کوپه د لا لیگ ۲۰۱۵، سی و چهارمین بازی متوالی خود را بدون شکست برای باشگاه آغاز کرد و از رکوردی که جورج وه به ثبت رسانده بود، فراتر رفت. در ۱۶ مه، PSG سومین قهرمانی متوالی خود در لیگ را با پیروزی ۲–۱ در مون پلیه به دست آورد، و مارکینیوس در ۱۲ دقیقه پایانی به جای یوهان کابای بازی کرد دو هفته بعد، او به عنوان یک تعویض استفاده نشده بود زیرا تیم یک فصل داخلی عالی را با پیروزی در فینال کوپه دو فرانس مقابل اوسر به پایان رساند.

### فصل ۲۰۱۵–۲۰۱۶
پاری سن ژرمن فصل ۱۶–۲۰۱۵ را با پیروزی ۲–۰ مقابل لیون در جام قهرمانان ۲۰۱۵ آغاز کرد، در حالی که مارکینیوسدر پست دفاع راست بازی کرد. در پایان پنجره نقل و انتقالات تابستانی، چلسی دو پیشنهاد برای امضای او رد کرد، مبالغی بین ۲۵٫۷ تا ۴۰٫۴ میلیون پوند. مارکینیوس به ندرت در طول فصل شروع کرد، به دلیل مشارکت هموطنانش سیلوا و داوید لوئیز در مرکز دفاع PSG. یکی از مدافعان سابق تیم، الکس، توصیه کرد که مارکینیوس تیم را ترک کند. در فوریه ۲۰۱۶، سیلوا از آژانسی که مارکینیوس و داوید لوئیز را نمایندگی می‌کرد (ایجنت آن‌ها)، انتقاد کرد که دو بازیکن از یک موقعیت را به یک باشگاه هدایت کرده است، بنابراین فرصت‌های مارکینیوس را محدود کرده است. سیلوا به علاقه بارسلونا به این بازیکن اشاره کرد. لوران بلان، مدیر پاری سن ژرمن، اظهار داشت که در پایان فصل برای ترک مارکینیوس آماده است، در حالی که ایجنت جولیانو برتولوچی تأیید کرد که مارکینیوس خواهد رفت.
در ۲ مارس، مارکینیوس اولین گل خود را در این فصل به ثمر رساند که پی اس جی در مرحله یک چهارم نهایی جام حذفی با نتیجه ۳–۱ در سنت اتین پیروز گرداند. در ۲۳ آوریل، او تمام بازی در ۲–۱ مقابل لیل را در فینال کوپه د لا لیگ ۲۰۱۶ انجام داد و این کار را دوباره در ۲۱ مه در فینال کوپه دو فرانس انجام داد.

### فصل ۲۰۱۶–۲۰۱۷
او به دلیل دعوت به تیم المپیک برزیل بازی پاریس را در جام قهرمانان ۲۰۱۶ در آگوست از دست داد. توسط جاناتان جانسون روزنامه‌نگار ESPN به او توصیه شد که در طول فصل بیشتر بازی کند، زیرا مدیر جدید اونای امری دیوید لوئیز را به چلسی بازگرداند. او اولین گل فصل خود را در ۲۶ فوریه ۲۰۱۷ به ثمر رساند و پیروزی ۵–۱ را در مقابل رقبای مارسی انجام داد. قبل از بازی او تأیید کرد که در حال مذاکره برای یک قرارداد جدید در باشگاه است. در ۲۶ آوریل، او آخرین گل پیروزی ۵–۰ خانگی مقابل رقیبش موناکو را در نیمه نهایی کوپه دو فرانس به ثمر رساند، و یک ماه بعد در فینال بازی را در کنار سیلوا در پیروزی ۱–۰ مقابل آنژه آغاز کرد. مارکینیوس در ۱۴ مه گفت که احتمال «۱۰۰ درصد» وجود دارد که او در فصل بعد در باشگاه بماند.

### ۲۰۱۷ تا ۲۰۱۹
مارکینیوس فصل ۱۸–۲۰۱۷ را در ۲۹ ژوئیه اولین بازی خود را انجام داد. در حالی که PSG با نتیجه ۲–۱ در جام قهرمانان ۲۰۱۷ در گرند استادد د تانگر در مراکش پیروز شد. در روند پیروزی تیم در کوپه دو لا لیگ، او در برد نیمه نهایی ۳–۲ در رن در ۳۰ ژانویه ۲۰۱۸ گلزنی کرد، اما در برد نهایی ۳–۰ مقابل موناکو استفاده نشد زیرا پرسنل کیمپمبه جوان فرانسوی جای او را گرفت. PSG در طول فصل هر چهار رقابت داخلی را برد و مارکینیوس در پایان کمپین به Le Figaro گفت که در باشگاه خواهد ماند.

### ۲۰۱۹ تا ۲۰۲۱
در ۱۲ آگوست ۲۰۲۰، مارکینیوس در مرحله یک چهارم نهایی لیگ قهرمانان اروپا گل تساوی دیرهنگام مقابل آتالانتا را به ثمر رساند و باعث کامبک دیرهنگام پی اس جی در پیروزی ۲–۱ شد. در ۱۸ اوت، او در پیروزی ۳–۰ مقابل RB لایپزیگ در نیمه نهایی مسابقات گلزنی کرد، که باعث شد PSG برای اولین بار در تاریخ خود به فینال لیگ قهرمانان برسد PSG در نهایت در ۲۳ اوت ۱–۰ مغلوب بایرن مونیخ شد
مارکینیوس در ۱۵ سپتامبر ۲۰۲۰ به عنوان کاپیتان باشگاه PSG منصوب شد و جانشین تیاگو سیلوا در این سمت شد. او اولین گل فصل خود را در بازی مقابل نیس یعنی پنج روز بعد به ثمر رساند. در ۲ دسامبر، مارکینیوس گل دوم PSG را در برد ۳–۱ مقابل منچستریونایتد در مرحله گروهی لیگ قهرمانان اروپا به ثمر رساند. در ژانویه ۲۰۲۱، او سیصدمین بازی خود را برای PSG در پیروزی ۲–۱ مقابل مارسی انجام داد و همچنین وارد ده بازیکن برتر تاریخ باشگاه شد.

### ۲۰۲۲ تا ۲۰۲۴
در ۱۹ می ۲۰۲۳، مارکینیوس قرارداد بلندمدتی جدیدی را تا ژوئن ۲۰۲۸ با PSG امضا کرد که در صورت تحقق، پانزدهمین سال حضورش در این باشگاه را شاهد خواهیم بود. در ۶ آوریل ۲۰۲۴، او در ۴۳۵ امین بازی خود برای PSG در برابر کلرمون به میدان رفت و با رکورد ژان مارک پیلورگه در بازی‌های تمام دوران برابری کرد. چهار روز بعد، او با حضور در ۴۳۶ امین بازی خود در برابر بارسلونا در مرحله یک چهارم نهایی لیگ قهرمانان اروپا از او پیشی گرفت.

### فصل ۲۰۲۴–۲۰۲۵
مارکینیوس فصل را در ۱۶ اوت ۲۰۲۴ آغاز کرد و به عنوان یار تعویضی در پیروزی ۴–۱ خارج از خانه مقابل لو هاور وارد زمین شد. او اولین بازی خود در لیگ قهرمانان در این فصل را در ۱۸ سپتامبر در پیروزی ۱–۰ مقابل خیرونا انجام داد. در ۱ فوریه ۲۰۲۵، او در صدمین بازی خود در لیگ قهرمانان اروپا در برد ۳–۰ خارج از خانه مقابل برست در مرحله حذفی پلی آف حضور یافت. یک ماه بعد، در ۱ مارس، او اولین گل فصل خود را در پیروزی ۴–۱ مقابل لیل به ثمر رساند.

## حرفه بین‌المللی
جوانان و اولین بازی‌های ملی
مارکینیوس در هر دقیقه از مبارزات برزیل در مسابقات قهرمانی فوتبال زیر ۱۷ سال آمریکای جنوبی ۲۰۱۱ بازی کرد، و آنها برنده شدند و به جام جهانی آن سال در آن رده راه یافتند. او به جز یک مسابقه در آن تورنمنت، دوباره شروع کننده بلامنازع بود، و تیم در آن جام در مکان چهارم قرار گرفت.
در اکتبر ۲۰۱۳، مارکینیوس که دارای ملیت دوگانه پرتغالی و برزیلی است، اعلام کرد که برای نمایندگی تیم ملی پرتغال آماده است. با این حال، در اواخر همان ماه، زمانی که لوئیز فیلیپه اسکولاری تیم خود را برای بازی‌های دوستانه مقابل هندوراس و شیلی که در نوامبر آن سال برگزار می‌شد، مارکینیوس را برای اولین بار به برزیل دعوت کرد. او اولین بازی خود را در برابر هندوراس در میامی در ۱۷ نوامبر انجام داد و جایگزین داوید لوئیز برای ۲۰ دقیقه آخر در برد ۵–۰ شد.
مارکینیوس برای زیر ۲۱ سال برزیل در تورنمنت تولون ۲۰۱۴ بازی کرد و در هر پنج مسابقه آنها به عنوان قهرمانی این کشور در مسابقات شرکت کرد. او در آن مسابقات هم گلزنی کرد و برزیل قهرمان آن جام شد. (با پیروزی ۵–۲ برابر فرانسه زیر ۲۱ سال)
۲۰۱۶: طلای المپیک و کوپا آمریکا سنتناریو
پس از غیبت در جام جهانی فوتبال ۲۰۱۴ مارکینیوس در سپتامبر ۲۰۱۴ با سرمربی جدید دونگا به تیم بزرگسالان بازگشت. او در بازی دوستانه مقابل کلمبیا و اکوادور در میامی حضور داشت و اولین بازی خود را در برابر دومی انجام داد. مارکینیوس در تیم برزیل برای کوپا آمه ریکا ۲۰۱۵ در شیلی، اولین تورنمنت بزرگ بین‌المللی او قرار گرفت. او اولین بازی رقابتی خود - و تنها حضور در مسابقات - را در ۲۱ ژوئن در آخرین مسابقه گروهی آنها در استادیوم مونومنتال دیوید آرلانو انجام داد و در ۱۴ دقیقه پایانی پیروزی ۲–۱ مقابل ونزوئلا جایگزین روبینیو شد و برزیل به عنوان برنده گروه به مرحله یک چهارم نهایی صعود کرد.
در سال ۲۰۱۶، مارکینیوس در تیم برزیل برای کوپا آمه ریکا سنتناریو در ایالات متحده قرار گرفت، انتخابی «تجربی» که فاقد شرکای دفاعی او در پاری سن ژرمن، تیاگو سیلوا و داوید لوئیز بود. او در دو بازی اول در دفاع میانی در کنار گیل بازی کرد، باخت ۱–۰ به پرو در استادیوم ژیلت باعث شد که آنها حذف شوند. بعداً در همان سال، او در ترکیب تیم میزبان در مسابقات المپیک قرار گرفت و در نیمه نهایی مقابل هندوراس در ریودوژانیرو، در نهایت ۶–۰ برنده شدن و برزیل قهرمان آن جام و المپیک شد.
بازی در جام جهانی ۲۰۱۸ و کوپا آمه ریکا ۲۰۱۹
با مصدومیت سیلوا، مارکینیوس برای اولین بار کاپیتان برزیل در ۱۰ اکتبر ۲۰۱۷ در پیروزی ۳–۰ مقابل شیلی در آلیانز پارکه در شهر خود شد. برزیل پیش از این به جام جهانی فوتبال ۲۰۱۸ راه یافته بود و این نتیجه به امید حریفان قهرمان قاره برای صعود پایان داد. در ماه مه ۲۰۱۸ او در کنار هم باشگاهی‌های خود سیلوا و نیمار در لیست ۲۳ نفره مربی تیته برای مسابقات نهایی روسیه قرار گرفت. او اولین گل بین‌المللی خود را در ۱۱ سپتامبر در برد دوستانه ۵–۰ مقابل السالوادور به ثمر رساند.
در می ۲۰۱۹، مارکینیوس در ترکیب ۲۳ نفره برزیل برای کوپا آمه ریکا ۲۰۱۹ در زمین خانگی قرار گرفت. در نیمه نهایی مقابل آرژانتین در ۲ ژوئیه، مارکینیوس وظیفه داشت در حالی که از اسهال رنج می‌برد لیونل مسی را مهار کند. او به برزیل کمک کرد تا ۲–۰ بر رقبای خود پیروز شود. او در نیمه دوم به جای میراندا از زمین خارج شد. در ۷ ژوئیه، مارکینیوس در پیروزی ۳–۱ برزیل مقابل پرو در فینال در ورزشگاه ماراکانا شروع کرد.
در ۹ اکتبر ۲۰۲۰، مارکینیوس اولین گل رقابتی خود را برای برزیل به ثمر رساند، و با سر زدن به گل اول پیروزی ۵–۰ مقابل بولیوی در زمین کورینتیانس، در مقدماتی جام جهانی ۲۰۲۲. ماه بعد، او پنجاهمین بازی خود را در یک بازی مقدماتی دیگر مقابل ونزوئلا به دست آورد.
کوپا آمه ریکا ۲۰۲۱ و جام جهانی ۲۰۲۲
در ۱۴ ژوئن ۲۰۲۱، مارکینیوس گل اول برزیل را در اولین بازی مرحله گروهی آنها در کوپا آمریکا ۲۰۲۱، برد ۳–۰ مقابل ونزوئلا، به ثمر رساند. در ۱۰ ژوئیه، او در شکست ۱–۰ کشورش مقابل رقبای آرژانتین در فینال شروع کرد.
در ۷ نوامبر ۲۰۲۲، مارکینیوس در فهرست تیم ملی جام جهانی فوتبال ۲۰۲۲ قرار گرفت. در یک چهارم نهایی برزیل مقابل کرواسی، مارکینیوس پس از تساوی ۱–۱، چهارمین ضربه زننده آنها در ضربات پنالتی بود، و توپ او به تیرک خورد و وارد دروازه نشد و برزیل در آن بازی حذف شد.

## سبک بازی
از نظر موقعیت بازی، مارکینیوس عمدتاً به عنوان یک مدافع میانی به کار گرفته می‌شود، اما در پست دفاع راست و در نقش هافبک مرکزی یا دفاعی نیز استفاده می‌شود. او به دلیل پیش‌بینی، سرعت و هوش و همچنین مهارت‌های فنی، خونسردی، توانایی پاس دادن، ظرافت در توپ، و اعتماد به مالکیت، که او را قادر می‌سازد حملات را بشکند و متعاقباً توپ را به بیرون بازی کند یا بازی‌های تهاجمی را از پشت باز کند، مورد توجه قرار گرفته است.
مارکینیوس در هنگام امضای قرارداد با رم، خود را بازیکنی سریع، با حس موقعیت خوب توصیف کرد که توپ‌های زیادی را پس می‌گیرد و به دلیل توانایی در شروع بازی‌های هجومی از عقب، می‌تواند خود را در یک بازی تحمیل کند. او از تیاگو سیلوا به عنوان الگوی خود نام برد. در مارس ۲۰۱۵، مارکینیوس به FourFourTwo گفت که او میانگین قد خود را برای یک مدافع با تقویت قدرت و زمان خود جبران می‌کند، ویژگی‌هایی که از دستیار سرمربی PSG، کلود ماکلله آموخته است.
نیکلاس بوردیسو، مدافع همکار رم در اوت ۲۰۱۲ گفت که مارکینیوس «پدیده کوچکی است. او سرعت، توانایی ضربه زدن دارد، می‌داند چه کار کند، متواضع است. او یک تیاگو سیلوا کوچک است.»
در ژانویه ۲۰۱۴، مارکینیوس توسط روزنامه بریتانیایی آبزرور به عنوان یکی از ده بازیکن جوان آینده دار اروپا معرفی شد. آنها نوشتند: "او خلق و خوی نترسیدن، استعداد موفقیت را دارد و می‌تواند از بازی در کنار هم تیمی اش، تیاگو سیلوا، که در پاری سن ژرمن ثروتمند با او تفاهم خوبی دارد، سود ببرد.

## زندگی شخصی
در ماه مه ۲۰۱۵، مارکینیوس به Le Parisien گفت که با خواننده برزیلی و شرکت کننده تلویزیونی واقعیت مجازی کارول کابرینو نامزد کرده است. او در زیر برج ایفل از او خواستگاری کرد. آنها در ژوئن ۲۰۱۶ عروسی مدنی داشتند. دخترشان در ۱ نوامبر ۲۰۱۷ به دنیا آمد، در حالی که کابرینو در پارک دو پرنس در حال تماشای بازی مارکینیوس در لیگ قهرمانان برابر اندرلخت بود که زود زایمان کرده بود. دومین فرزند آنها در دسامبر ۲۰۱۹، و سومین فرزندشان در آوریل ۲۰۲۲ به دنیا آمد.
به غیر از فوتبال، مارکینیوس از بازی موبایل Rise of Kingdom نیز لذت می‌برد و به نام Macote بازی می‌کند. (نیازمند منبع)
در جریان بازی بین پاری سن ژرمن و نانت در ۱۴ مارس ۲۰۲۱، والدین مارکینیوس در یک سرقت به گروگان گرفته شدند. این اتفاق در حالی رخ داد که خانواده هم تیمی آنجل دی ماریا در همان زمان در یک سرقت به گروگان گرفته شدند.

## آمار ملی

### بازی‌های ملی
تا تاریخ ۲۱ نوامبر ۲۰۲۳
| برزیل | برزیل | برزیل | برزیل  |
| سال   | بازی  | گل    | پاس گل |
| ----- | ----- | ----- | ------ |
| ۲۰۱۳  | ۱     | ۰     | ۰      |
| ۲۰۱۴  | ۳     | ۰     | ۰      |
| ۲۰۱۵  | ۵     | ۰     | ۰      |
| ۲۰۱۶  | ۸     | ۰     | ۰      |
| ۲۰۱۷  | ۷     | ۰     | ۰      |
| ۲۰۱۸  | ۹     | ۱     | ۰      |
| ۲۰۱۹  | ۱۴    | ۰     | ۲      |
| ۲۰۲۰  | ۴     | ۱     | ۰      |
| ۲۰۲۱  | ۱۳    | ۲     | ۰      |
| ۲۰۲۲  | ۱۲    | ۱     | ۲      |
| ۲۰۲۳  | ۸     | ۲     | ۰      |
| مجموع | ۸۴    | ۷     | ۴      |

### گل‌های ملی
| شماره | تاریخ           | میزبان     | بازی ملی | حریف       | نتیجه | رقابت                  |
| ----- | --------------- | ---------- | -------- | ---------- | ----- | ---------------------- |
| ۱     | ۱۱ سپتامبر ۲۰۱۸ | لاندوور    | ۲۹       | السالوادور | ۵–۰   | دوستانه                |
| ۲     | ۹ اکتبر ۲۰۲۰    | سائوپائولو | ۴۸       | بولیوی     | ۵–۰   | مقدماتی جام جهانی ۲۰۲۲ |
| ۳     | ۱۳ ژوئن ۲۰۲۱    | برازیلیا   | ۵۴       | ونزوئلا    | ۳–۰   | کوپا آمریکا ۲۰۲۱       |
| ۴     | ۷ اکتبر ۲۰۲۱    | کاراکاس    | ۶۱       | ونزوئلا    | ۳–۱   | مقدماتی جام جهانی ۲۰۲۲ |
| ۵     | ۲۳ سپتامبر ۲۰۲۲ | لو آور     | ۷۰       | غنا        | ۳–۰   | دوستانه                |
| ۶     | ۲۰ ژوئن ۲۰۲۳    | لیسبون     | ۷۸       | سنگال      | ۲–۴   | دوستانه                |
| ۷     | ۱۲ سپتامبر ۲۰۲۳ | لیما       | ۸۰       | پرو        | ۱–۰   | مقدماتی جام جهانی ۲۰۲۶ |

## افتخارات

### کورینتیانس
- کوپا لیبرتادورس: ۲۰۱۲

### آس رم
- جام حذفی فوتبال ایتالیا: ۲۰۱۲–۲۰۱۳ نایب قهرمان

### پاری سن ژرمن
- لیگ ۱: ۲۰۱۳–۲۰۱۴، ۲۰۱۴–۲۰۱۵، ۲۰۱۵–۲۰۱۶، ۲۰۱۶–۲۰۱۷، ۲۰۱۷–۲۰۱۸، ۲۰۱۸–۲۰۱۹، ۲۰۱۹–۲۰۲۰
- جام حذفی فوتبال فرانسه: ۲۰۱۴–۲۰۱۵، ۲۰۱۵–۲۰۱۶، ۲۰۱۶–۲۰۱۷، ۲۰۱۷–۲۰۱۸، ۲۰۱۸–۲۰۱۹، ۲۰۱۹–۲۰۲۰، ۲۰۲۰–۲۰۲۱
- جام اتحادیه فرانسه: ۲۰۱۳–۲۰۱۴، ۲۰۱۴–۲۰۱۵، ۲۰۱۵–۲۰۱۶، ۲۰۱۶–۲۰۱۷، ۲۰۱۷–۲۰۱۸
- سوپر جام فوتبال فرانسه: ۲۰۱۴، ۲۰۱۵، ۲۰۱۷، ۲۰۱۸، ۲۰۱۹، ۲۰۲۰، ۲۰۲۲، ۲۰۲۳، ۲۰۲۴
- لیگ قهرمانان اروپا: قهرمان ۲۰۲۵، نایب قهرمان ۲۰۲۰

### برزیل
- کوپا آمریکا: ۲۰۱۹